# Frederickton
Frederickton är en ort i Australien. Den ligger i kommunen Kempsey och delstaten New South Wales, i den sydöstra delen av landet, omkring 350 kilometer nordost om delstatshuvudstaden Sydney. Antalet invånare är 1 244.
Närmaste större samhälle är Kempsey, nära Frederickton. 
Trakten runt Frederickton består till största delen av jordbruksmark. Runt Frederickton är det glesbefolkat, med 8 invånare per kvadratkilometer. Genomsnittlig årsnederbörd är 1 846 millimeter. Den regnigaste månaden är februari, med i genomsnitt 373 mm nederbörd, och den torraste är september, med 34 mm nederbörd.